# Куюні
Кую́ні (ісп. Cuyuni) — річка у Венесуелі та Гаяні. Довжина річки становить приблизно 850 км, площа басейну становить 83 тисячі км². Пересічні витрати води становлять 3 000 м³/с.
Витоки та верхів'я знаходяться на Гвіанському плоскогір'ї, інша частина течії в межах Гвіанської низовини. Впадає до естуарію річки Ессекібо. Найбільша притока — річка Мазаруні. На річці знаходиться великий водоспад Канайма.
Живлення дощове. Паводки влітку (в нижній течії) та в зимово-весняний період (в середній та верхній ділянках течії).
Судноплавна протягом 700 км від гирла. В гирлі знаходиться місто Бартика.
| Річка | Це незавершена стаття про річку. Ви можете допомогти проєкту, виправивши або дописавши її. |

| Гайана | Це незавершена стаття з географії Гаяни. Ви можете допомогти проєкту, виправивши або дописавши її. |

| Венесуела | Це незавершена стаття з географії Венесуели. Ви можете допомогти проєкту, виправивши або дописавши її. |